# 岡部瞬
岡部 瞬（おかべ しゅん、1993年2月17日 - ）は、日本の元ラグビー選手。

## プロフィール
- 埼玉県出身[1]。
- ポジションはプロップ(PR)。
- 身長 175cm、体重 105kg
- ニックネームはオカベ、シュン。
- 関東大学リーグ戦2部リーグベスト15に選ばれたことがある[2]。

## 略歴
2011年、正智深谷高校卒業後、拓殖大学に入学する。
2014年、拓殖大学ラグビー部の副将に就任した。
2015年、拓殖大学卒業後、NTTドコモレッドハリケーンズ(現・NTTドコモレッドハリケーンズ大阪)に加入。
2017年8月18日に行われたジャパンラグビートップリーグ第1節の神戸製鋼コベルコスティーラーズ戦に先発出場で日本での公式戦初出場を果たす。
2022年、現役を引退した。